# Jules Rivals
 (mai 2019).
Jules Rivals, né le 16 septembre 1851 à Limoux (Aude) et mort le 7 novembre 1920 à Limoux, est un magistrat et homme politique français.

## Biographie
Élève du lycée de Carcassonne, Il est ensuite étudiant à la Faculté de droit de Toulouse.
Avocat au Barreau de Limoux,il se lance dans la politique dans le camp républicain. conseiller municipal de Limoux, il est révoqué après le 16 mai 1877, mais est réélu la même année. Il entre dans la magistrature, en 1878 et occupe différents postes dans l'Aude. Il termine sa carrière en 1898 comme conseiller-président d'assises à la cour d'appel de Montpellier.
En 1894, il est brièvement élu sénateur, mais une erreur matérielle de décompte des voix entraine l'annulation de l'élection. En 1899, il profite d'une élection partielle pour se faire élire député de l'Aude. Il siège dans le groupe de la Gauche radicale. Mais dès 1901, il démissionne pour raison de santé. Et, désormais, s'occupe de son important vignoble, avec compétence. Jules Rivals est membre de la Société des agriculteurs de France. Pour l'Exposition universelle de 1900 à Paris, il rédige un rapport, qu'il transforme en un ouvrage : L'agriculture dans le département de l'Aude.
Jules Rivals est l'auteur de L'âme terrienne, Argelliers, Carcassonne, 1914 ; Éditions Singulières, 2007 (¨Présentation et notes de Jean Sagnes)  (ISBN 978-2-35478-011-1).

## Sources
1. ↑  « DANS LA BIB' À LÉON #3 JULES RIVALS, TERRIEN AVANT TOUTE CHOSE », sur archivesdepartementales.aude.fr, 24 mars 2021 (consulté le 30 juin 2023).

- « Jules Rivals », dans le Dictionnaire des parlementaires français (1889-1940), sous la direction de Jean Jolly, PUF, 1960 [détail de l’édition]
- Les Audois : dictionnaire biographique, sous la direction de Rémy Cazals et Daniel Fabre, Association des Amis des Archives de l'Aude, Fédération audoise des Œuvres laïques, Société d'études scientifiques de l'Aude, Carcassonne, 1990   (ISBN 2-906442-07-0)
- Jean Fourié, Essai de nomenclature générale des Audois célèbres, Espéraza, 1975
- Journal La Dépêche du Midi.
- Rémy Pech, Entreprise viticole et capitalisme en Languedoc-Roussillon, Publication de l'Université de Toulouse-Le Mirail, 1975
- Jean-Pierre Piniès, 1907. L'album de la mémoire, Garae Hésiode, 2007.
- Jean Sagnes et Jean-Claude Séguéla, 1907. La révolte du Midi, Aldacom, 2007.